# إغرة
الإِغْرَة أو الرأسيّة أو القنبرة أو القنزعة هي خصلة من الريش تعلو رأس بعض الطيور كالبلشون والقنبرة، وتسمى بها أيضاً خصلة الريش التي تستخدم لتزيين العمرة كالقبعة.

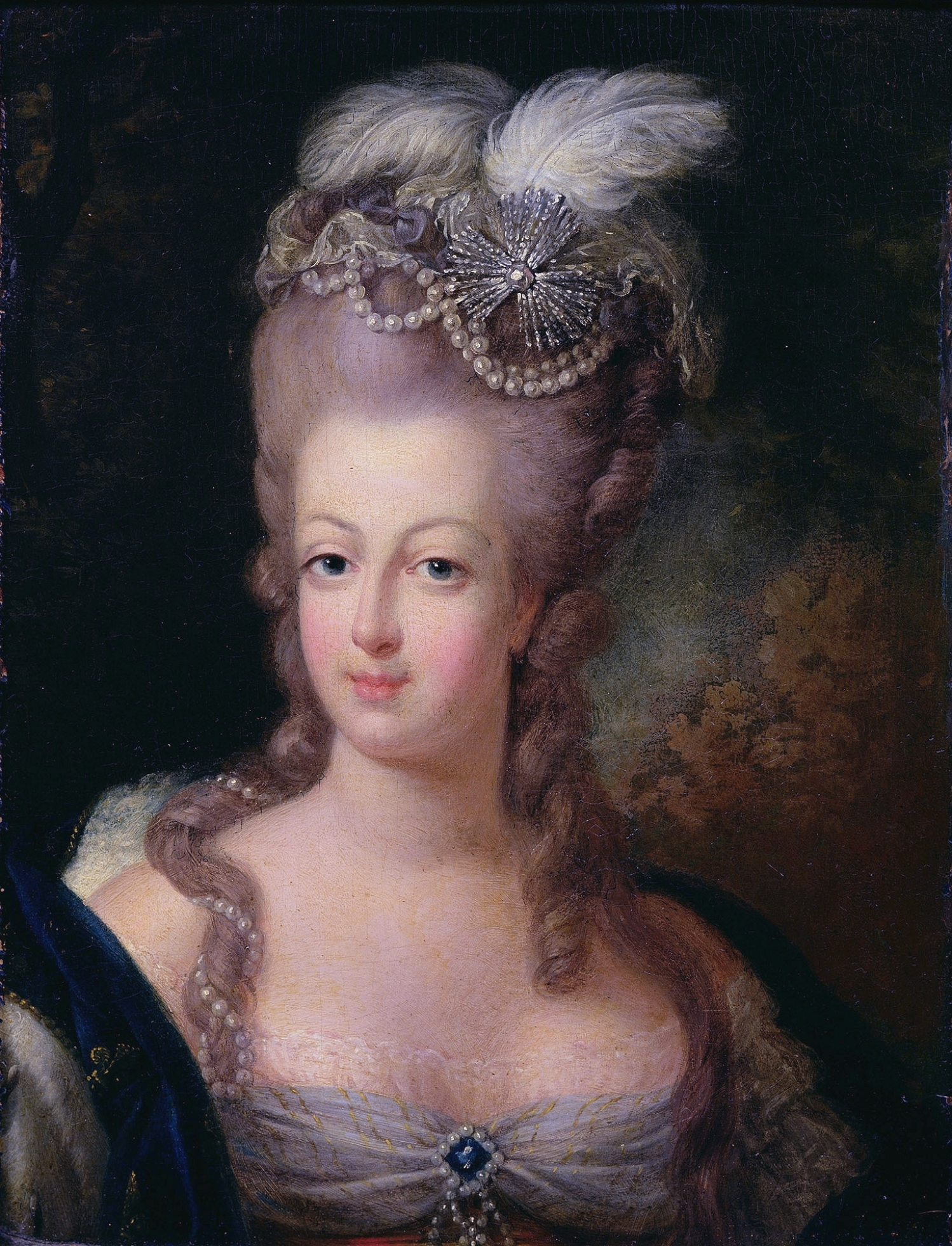
ماري أنطوانيت مع إغرة.